# Mark Rylance
Sir David Mark Rylance Waters, född 18 januari 1960 i Ashford i Kent, är en brittisk skådespelare, författare och teaterregissör.
Som skådespelare har Rylance haft framgång både på scen och film och har tilldelats tre Tony Awards, en Oscar och tre BAFTA Awards. Time 100 listade honom 2016 som en av världens mest inflytelserika personer.

## Biografi
Mark Rylance föddes i Ashford, som son till två engelsklärare. Familjen flyttade till USA 1962 men Rylance återvände till England 1978. Hans syster Susannah Waters är operasångerska och författare. Hans avlidna bror, Jonathan, var sommelier på Chez Panisse. Rylance tog sitt scennamn eftersom någon annan var registrerad som hans födelsenamn, Mark Waters, hos skådespelarnas fackförbund. Han utbildade sig till skådespelare på Royal Academy of Dramatic Art mellan 1978 och 1980.
1980 gjorde han sin scendebut i Glasgow. Under 1982 och 1983 gjorde han massvis av roller i Stratford och London och 1988 spelade han Hamlet i en uppsättning som turnerade i Storbritannien under ett helt år och i USA i två år. 1990 startade han och Claire van Kampen, som senare skulle bli hans fru, ett eget teaterbolag.
Rylance var den första konstnärliga ledaren av Globe Theatre i London, från 1995 till 2005. Han var med i alla uppsättningar de gjorde de åren. Han var också den första att sätta upp pjäser som inte var skrivna av Shakespeare där.
Rylance var 1993 med i en uppsättning av Mycket väsen för ingenting vilket gav honom en Olivier Award för bästa skådespelare.
2001 blev han uppmärksammad för sin roll som Jay i den erotiska filmen Intimacy, inte enbart för sin insats utan även för att han mottog fellatio på riktigt i sina scener. Han fick sedan rollen som vapenexperten David Kelly i TV-filmen The Government Inspector (2006) som han belönades med en BAFTA för bästa manliga huvudroll för. Sin första Tony Award fick han efter sin medverkan i uppsättningen av Boeing-Boeing (2007). 2009 var han med i pjäsen Jerusalem vilket gav honom en andra Olivier Award. Sin andra Tony Award fick han 2011 efter att han repriserat rollen som Johnny Byron i en annan uppsättning av Jerusalem. Den tredje och senaste Tony Award fick han efter att ha spelat Olivia i en uppsättning av Trettondagsafton 2012. Han var även nominerad för sin roll i Richard III samma år.
2015 spelade Rylance huvudrollen som Thomas Cromwell i BBC:s miniserie Wolf Hall som grundade sig på Hilary Mantels roman med samma namn. För sin insats nominerades han till en mängder av priser däribland en Emmy, en Golden Globe och Screen Actors Guild Award.
För rollen som Rudolf Abel i Steven Spielbergs Spionernas bro (2015) belönades Rylance med Oscar för bästa manliga biroll och BAFTA Award för bästa manliga biroll. Han fortsatte sitt samarbete med Steven Spielberg i Stora vänliga jätten (2016) där han också hade huvudrollen. Han hade sedan en stor roll i Christoffer Nolans Dunkirk (2017) för att sedan jobba med Spielberg en tredje gång i Ready Player One (2018). Samma år var han med i en uppsättning av Farinelli and the King vilket gav honom en femte nominering till en Tony Award.
Rylance var 2020 med i den Oscarsnominerade The Trial of the Chicago 7 och året efter även med i den Oscarsnominerade Don't Look Up (2021).

## Filmografi i urval

### Film
| År   | Titel                      | Roll                 | Notering |
| ---- | -------------------------- | -------------------- | -------- |
| 1985 | Wallenberg: A Hero's Story | Nikki Fodor          | TV film  |
| 1987 | Hearts of Fire             | Fizz                 |          |
| 1991 | The Grass Arena            | John Healy           |          |
| 1991 | Prosperos böcker           | Ferdinand            |          |
| 1995 | Institute Benjamenta       | Jakob von Gunten     |          |
| 1995 | Angels & Insects           | William Adamson      |          |
| 2001 | Intimacy                   | Jay                  |          |
| 2003 | Richard II                 | Richard II           | TV film  |
| 2005 | The Government Inspector   | David Kelly          | TV film  |
| 2008 | Den andra systern Boleyn   | Thomas Boleyn        |          |
| 2009 | Nocturne                   | Frank                | Kortfilm |
| 2011 | Anonym                     | Henry Condell        |          |
| 2011 | Blitz                      | Bruce Roberts        |          |
| 2013 | Days and Nights            | Stephen              |          |
| 2015 | The Gunman                 | Terrance Cox         |          |
| 2015 | Spionernas Bro             | Rudolf Abel          |          |
| 2016 | Stora vänliga jätten       | Stora vänliga jätten | Röstroll |
| 2017 | Dunkirk                    | Mr Dawson            |          |
| 2018 | Ready Player One           | James Halliday       |          |
| 2019 | Waiting for the Barbarians | Magistrate           |          |
| 2020 | The Trial of the Chicago 7 | William Kunstler     |          |
| 2021 | The Phantom of the Open    | Maurice Flitcroft    |          |
| 2021 | Don't Look Up              | Peter Isherwell      |          |
| 2022 | The Outfit                 | Leonard              |          |
| 2022 | Bones and All              | Sully                |          |
| 2022 | Inland                     | Dunleavy             |          |
| TBA  | The Way of the Wind        | Satan                | Kommande |

### TV-serier
| År        | Titel              | Roll               | Notering                              |
| --------- | ------------------ | ------------------ | ------------------------------------- |
| 1986-1996 | Screen Two         | Olika karaktärer   | 3 avsnitt                             |
| 1993      | ScreenPlay         | Conn               | Avsnitt: "Love Lies Bleeding"         |
| 1995      | Biography          | Sig själv / Hamlet | Avsnitt: The History of Hamlet"       |
| 1997      | Great Performances | Kung Henry V       | Avsnitt: "Henry V at Shakespear Globe |
| 2003      | Leonardo           | Leonardo da Vinci  | 3 avsnitt                             |
| 2014-2015 | Bing               | Flop               | Röstroll, 78 avsnitt                  |
| 2015      | Wolf Hall          | Thomas Cromwell    | 6 avsnitt                             |
| 2022      | The Undeclared War | John Yeabsley      | 5 avsnitt                             |

### Teater
| År        | Titel                            | Roll                                  | Teater                                |
| --------- | -------------------------------- | ------------------------------------- | ------------------------------------- |
| 1981      | Desperado Corner                 | Bazza                                 | Citizens' Theatre, Glasgow            |
| 1982      | Stormen                          | Ariel                                 | Royal Shakespeare Company             |
| 1983-1984 | Peter Pan                        | Peter Pan                             | Royal Shakespeare Company             |
| 1985      | Spindelkvinnans kyss             | Valentin                              | Bush Theatre, London                  |
| 1986      | En midsommarnattsdröm            | Puck                                  | Royal Opera House, London             |
| 1989      | Hamlet                           | Hamlet                                | Royal Shakespeare Company             |
| 1989      | Romeo och Julia                  | Romeo                                 | Royal Shakespeare Company             |
| 1991      | Hamlet                           | Hamlet                                | American Repertory Theater, Cambridge |
| 1991      | Måsen                            | Treplev                               | Pittsburgh Public Theatre, Pittsburgh |
| 1993      | Henrik V                         | Henrik V                              | Theatre for a New Audience, New York  |
| 1993      | Mycket väsen för ingenting       | Benedick                              | Queens Theatre, London                |
| 1994      | Som ni behagar                   | Touchstone                            | Theatre for a New Audience, New York  |
| 1994      | True West                        | Lee/Austin                            | Donmar Warehouse, London              |
| 1995      | Macbeth                          | Macbeth                               | Greenwich Theatre, London             |
| 1996      | Två ungherrar i Verona           | Proteus                               | Shakespear's Globe, London            |
| 1997      | A Chaste Maid in Cheapside       | Mr. Allwit                            | Shakespear's Globe, London            |
| 1997      | Henrik V                         | Henrik V                              | Shakespear's Globe, London            |
| 1998      | Köpmannen i Venedig              | Bassanio                              | Shakespear's Globe, London            |
| 1998      | The Honest Whore                 | Hippolito                             | Shakespear's Globe, London            |
| 1999      | Antonius och Cleopatra           | Cleopatra                             | Shakespear's Globe, London            |
| 2000      | Hamlet                           | Hamlet                                | Shakespear's Globe, London            |
| 2000      | Life x 3                         | Henry                                 | Royal National Theatre, London        |
| 2001      | Cymbeline                        | Cloten                                | Shakespear's Globe, London            |
| 2002      | The Golden Ass                   | Lucius                                | Shakespear's Globe, London            |
| 2002      | Trettondagsafton                 | Olivia                                | Shakespear's Globe, London            |
| 2003      | Richard II                       | Richard II                            | Shakespear's Globe, London            |
| 2003      | Trettondagsafton                 | Olivia                                | Chicago Shakespear Theatre, Chicago   |
| 2004      | Lika för lika                    | Duke Vincentio                        | Shakespear's Globe, London            |
| 2005      | Stormen                          | Prospero, Stephano, Sebastian, Alonso | Shakespear's Globe, London            |
| 2005      | Rudens                           | Daemones, Labrax, The Weather         | Shakespear's Globe, London            |
| 2007      | I am Shakespeare                 | Frank                                 | Turnérande                            |
| 2007      | Boeing Boeing                    | Robert                                | Comedy Theatre, London                |
| 2008      | Boeing Boeing                    | Robert                                | Longacre Theatre, New York            |
| 2008      | Peer Gynt                        | Peer Gynt                             | Guthrie Theatre, Minneapolis          |
| 2009      | Endgame                          | Hamm                                  | Duchess Theatre, London               |
| 2009      | Jerusalem                        | Johnny Byron                          | Royal Court Theatre, London           |
| 2010      | Jerusalem                        | Johnny Byron                          | Apollo Theatre, London                |
| 2010      | La Bete                          | Valere                                | Comedy Theatre, London                |
| 2011      | La Bete                          | Valere                                | Music Box Theatre, New York           |
| 2011      | Jerusalem                        | Johnny Byron                          | Music Box Theatre, New York           |
| 2012      | Jerusalem                        | Johnny Byron                          | Apollo Theatre, London                |
| 2012      | Richard III                      | Richard III                           | Shakespear's Globe, London            |
| 2012      | Trettondagsafton                 | Olivia                                | Shakespear's Globe, London            |
| 2013      | Nice Fish                        | Ron                                   | Guthrie Theatre, Minneapolis          |
| 2013-2014 | Richard III och Trettondagsafton | Richard III / Olivia                  | Belasco Theatre, New York             |
| 2015      | Farinelli and the King           | Philip V av Spanien                   | Duke of Yorks Theatre, London         |
| 2016      | Nice Fish                        | Ron                                   | St. Ann's Warehouse, New York         |
| 2017      | Nice Fish                        | Ron                                   | Harold Pinter Theatre, London         |
| 2017-2018 | Farinelli and the King           | Philip V av Spanien                   | Belasco Theatre, New York             |
| 2018      | Othello                          | Iago                                  | Shakespear's Globe, London            |
| 2019      | Shakespeare within the Abbey     | Richard III                           | Royal Shakespeare Company             |
| 2022      | Jerusalem                        | Johnny Byron                          | Apollo Theatre, London                |
| 2022      | Dr Semmelweis                    | Ignaz Semmelweis                      | Bristol Old Vic, London               |
| 2023      | Dr Semmelweis                    | Ignaz Semmelweis                      | Harold Pinter Theatre, London         |